# JAC Motors
JAC Motors (пълно име – Anhui Jianghuai Automobile Co., Ltd (安徽江淮汽车有限公司) е китайски автомобилен производител, който произвежда автомобили, камиони и автобуси. Седалището и основните предприятия се намират в град Хефей, провинция Анхуей, Китай.

## История
Създадена е през 1964 г. като Hefei Jianghuai Automobile Factory, името ѝ е променено на Anhui Jianghuai Automobile Co., Ltd. през 1997 г. Компанията прави IPO на Шанхайската фондова борса през 2001 г.
JAC исторически произвежда само търговски камиони под марката Jianghu (undei), но MPV и SUV се появяват през 2000-та година. До 2007 г. компанията получава одобрение от правителството за производство на леки автомобили, но въпреки това продължава да бъде наричана производител на камиони. Преди придобиването на лиценз за производство на леки автомобили през 2007 г., JAC си сътрудничи с Hyundai Motor Company в началото на 2000-те в опит да разшири своята продуктова линия. В началото на 2003 г. JAC сглобява Hyundai MPV, въпреки че това спира някога преди 2007 г. Най-малко два модела, базирани на технологията на Hyundai, продължават да се произвеждат от JAC след прекратяването на сътрудничеството – MPV и SUV. Hyundai създава съвместно предприятие с компанията през 2004 г.
През 2009 г. китайското правителство посочва, че подкрепя консолидацията в китайската автомобилна индустрия, което кара анализаторите да прогнозират възможността JAC да се присъедини към Chery, тъй като и двете се намират в провинция Анхуей. На пръв поглед такова сливане би имало смисъл: Chery произвежда предимно леки автомобили, а JAC е почти изцяло фокусиран върху камиони по това време. Оттогава обаче JAC дава да се разбере, че не се интересува от консолидация под егидата на по-голямата Chery. JAC започва да се концентрира повече върху пътническите автомобили и обявяването през 2010 г. на нова програма за електрически превозни средства може би – поне отчасти – е усилие да се предотвратят слуховете за сливане.
Продажбите достигат повече от 445 000 единици през 2012 г.
През 2013 г. той е един от десетте най-продуктивни производители на превозни средства в Китай, продавайки 458 500 единици за 2,5% пазарен дял и достигайки осмо място. JAC пада с едно място до девето през 2011 г., произвеждайки близо 500 000 автомобила, а през 2012 г. спад в произведените единици до около 445 000 ускорява слизането на компанията с още едно стъпало надолу до десето място. Очакваният производствен капацитет е над 500 000 единици на година от 2009 г.
През 2016 г. JAC сключва споразумение с DR Automobiles за износ на своите автомобили в Италия. Моделите на JAC, произведени в Китай, са повторно одобрени съгласно европейските разпоредби за безопасност и срещу замърсяване от DR и се продават със значката DR. Първите автомобили, внесени в Италия, са JAC Refine S3, преименуван на DR4 (или EVO 4) и JAC iEV40, продаван като DR Evo Electric (или EVO 3 Electric).
През 2017 г. JAC Motors и Volkswagen Group обявяват съвместно предприятие за производство на електрически автомобили за китайския пазар с марката SEAT. През април 2018 г. официално се ражда съвместното предприятие JAC-Volkswagen, което обаче работи чрез новата марка Sol, а вече не SEAT. Първият продукт е превозното средство SOL E20X, електрически кросоувър, резултат от дизайна на емблемата на JAC iEV40 (наричан още JAC Refine S2 EV) с предница, преработена от центъра за стил на SEAT в Испания.
През 2020 г. Volkswagen Group подписва писма за намерения между Volkswagen (China) Investment Co. Ltd. и правителството на провинция Анхуей за увеличаване на дяла на Volkswagen Group в съвместното предприятие Jac-Volkswagen от настоящите 50% на 75%. Преход, който също изисква инвестиции в Jag (JAC Group), компанията майка на JAC Motors и притежавана от правителството. Споразумението между страните, подлежащо на обичайните регулаторни одобрения, предвижда инвестиция в размер на един милиард евро и трябва да бъде сключено до края на годината. Volkswagen също придобива 50% от JAG (компанията майка на JAC).

## Продукти
JAC има широка гама модели, която обхваща от търговски камиони до малки градски автомобили, всички директно копирани от европейски или азиатски производители. През 2009 г. градски автомобил, проектиран от Pininfarina, JAC Tojoy, печели множество награди, включително наградата JD Power China Automotive Performance и Execution and Layout (APEAL).
През 2000-те години флагманският му модел е Refine (Ruifeng на китайски). Обновеният Ruifeng Gold от 2004 г. включва 60% съдържание на части, произвеждани в Китай.

### Пътнически превозни средства
Има множество подмарки пътнически автомобили JAC, всяка със собствен дизайнерски език. Първоначално подмарката Heyue е основната марка за седани, хечбеци, MPV и SUV, докато подмарката Refine е за големи MPV/миниванове и ванове. През 2016 г., заедно с въвеждането на ново лого за марката Refine, повечето автомобили Heyue са преместени към марката и са актуализирани, в съчетание със значителна стилистична промяна, силно ревизиран интериор и с нови функции. През 2019 г. е представена нова подмарка с името Jiayue. Множество превозни средства Refine са обновени и преместени към тази марка. Марката Heyue е прекратена през 2017 г. и крайните модели са заменени от електрически варианти. От 2020 г. JAC започва да преименува продуктите от серията Jiayue като автомобили с име Sol. Резултатът е производството на моделите Sol A5, Sol X4, Sol X7 и Sol X8. Ребаджът (идентично превозно средство, продавано под различни имена от два автомобилни производителя) всъщност е ход за преместване на всички седани и кросоувъри под марката Sol и превръщане на марката Refine в такава, фокусирана върху MPV.

#### JAC/Heyue
Бивши модели
- Rein (2007 – 2013), компактен SUV
- Binyue / J7 (2008 – 2012), седан от среден размер
- Heyue Sedan / J5 (2011 – 2017), компактен седан и хечбек
- Heyue Tongyue / J3 (2008 – 2017), субкомпактен седан и хечбек
- Yueyue (2010 – 2016), градски автомобил
- Yueyue Cross (2012 – 2016), мини кросоувър
- Heyue A20 (2013 – 2014), субкомпактен седан
- Heyue A30 / J4 (2012 – 2016), субкомпактен седан
- Heyue RS / M2 (2011 – 2012), компактен MPV
- Heyue S30 / S3 (2015 – 2016), субкомпактен SUV

#### Refine
Текущи модели
- Refine A60 (2015 –), седан от среден размер
- Refine M3 (2015 –), компактен миниван
- Refine M4 (2016 –), среден миниван
- Refine M5 (2002 –), миниван в пълен размер
- Refine M6 / M6 MAX / L6 MAX (2013 –), пълноразмерен миниван
- Refine R3 (2017 –), компактен MPV
- Refine S2 / iEV7S (2015 –), субкомпактен SUV
- Refine S2 Mini (2016 –), субкомпактен кросоувър
- Refine S3 (2016 –), субкомпактен SUV

Бивши модели
- Refine M2 (2012 – 2016), компактен MPV
- Refine S4 (2018 – 2020), компактен SUV
- Refine S5 (2013 – 2019), компактен SUV
- Refine S7 (2017 – 2020), среден SUV

#### Jiayue
Текущи модели
- Jiayue A5 (2019–), компактен седан
- Jiayue A5 Plus (2021–), компактен седан
- Jiayue X4 (2020–), компактен SUV
- Jiayue X6 (2022–), компактен SUV
- Jiayue X7 (2020–), среден SUV
- Jiayue X8 (2020–), среден SUV

#### Електрически превозни средства
Текущи модели
- iC5 (2020–), базиран на Jiayue A5
- iEV6E (2016–), базиран на Refine S2 Mini
- iEV7 (2014 – 2016 (iEV), 2016– (iEV7)), базиран на Heyue A20
- iEV7S (2016–), базиран на Refine S2
- iEVA50 (2018–), базиран на Heyue
- iEVA60 (2019–), базиран на Refine A60
- iEVS4 (2019–), базиран на Refine S4

Бивши модели
- iEV4 (2011 – 2016 (Tongyue EV), 2016 – 2018 (iEV4)), базиран на Tongyue

През август 2010 г. JAC има планове да произвежда електрически или хибридно-електрически превозни средства в непостроена тогава производствена база.
Изцяло електрическият автомобил JAC J3 EV е пуснат в Китай през 2010 г. Има диапазон от 130 km. Между 2010 и 2011 г. в страната са продадени общо 1585 от моделите от първо и второ поколение. Третото поколение, наречено JAC J3 iev, е пуснато през септември 2012 г. През 2012 г. J3 EV е втората най-продавана чисто електрическа кола в Китай след Chery QQ3 EV. През 2013 г. са продадени около 2500 JAC iEV (J3 EV), което го прави най-продаваното чисто електрическо превозно средство в Китай за 2013 г. Кумулативните продажби достигат 10 161 единици до юни 2015 г.
JAC от Мексико обявява, че ще пусне пет електрически превозни средства за Мексико. Обявените продукти са E-Sei 1 и E-Sei 2, като и двата са пуснати на пазара през февруари 2020 г., E-Sei 4, който е пуснат на пазара през второто тримесечие на 2020 г., E-J4 и E- Frison T8, като дати на пускане на пазара на двата продукта са неизвестни. Всички те са произведени на местно ниво в град Саагун, щат Идалго.

### Леки камиони, пикапи и ванове
- Sunray (2,5 и 2,8 литра) (на китайски: 星锐)
- JAC Ruiling / JAC Reni/ JAC K5
- V7
- Hunter (на китайски: 悍途)
- Shuailing (на китайски: 帅铃)
  - Серия Shuailing H
  - Серия Shuailing W
  - Серия Shuailing K
  - Серия Shuailing X
  - Пикап Shuailing T6
  - Пикап Shuailing T8
  - Серия Shuailing I
  - Серия Shuailing G
- Junling (на китайски: 骏铃)
  - Серия Junling E
  - Серия Junling V
  - Серия Junling G
- Kangling/ HY(на китайски: 康铃)
  - Серия K
  - Серия H
  - Серия Х
  - Серия G

## Операции
Производствена база за средни до тежки камиони от 40 000 единици на година започва да функционира през 2012 г. и вероятно се намира в Хефей.

### Проучване и развитие
Съоръжението за научноизследователска и развойна дейност в Хефей, столицата на провинция Анхуей, се допълва от три задгранични центъра за научноизследователска и развойна дейност в Торино, Токио и Сеул.

### Съвместни предприятия

#### JAC-Navistar Diesel Engine Company (JND)
JAC обявява двойка съвместни предприятия с Navistar International Corporation, NC2 Global (самата тя е съвместно предприятие на Navistar/Caterpillar). Съвместното предприятие NC2 произвежда тежкотоварни камиони. Съвместното предприятие с Navistar, наречено JAC-Navistar Diesel Engine Company (JND), произвежда средни до тежки дизелови двигатели в Китай с части и услуги, осигурявани от Navistar. И двете нови компании са разположени в Хефей, където е базирана и JAC. Cummins закупува капитала на Navistar в съвместното предприятие за двигатели през 2018 г.

#### JAC-Volkswagen (Sehol)
Sehol (китайски: Sihao) е автомобилна марка, стартирана като съвместно предприятие между SEAT и JAC Volkswagen Automotive Co., Ltd. на 24 април 2018 г.

## Продажби
Общо 203 498 пътнически автомобила JAC са продадени в Китай през 2013 г., което я прави 22-рата най-продавана автомобилна марка в страната през тази година (и 7-ата най-продавана китайска марка).

### Продажби извън Китай
JAC започва износа на превозни средства за Боливия през 1990 г., като по-късно се разширява в над сто държави. Леките камиони са популярен експортен продукт.
Част от износа на JAC е под формата на разглобяеми комплекти, които се сглобяват в задгранични фабрики в страни, включително Египет, Етиопия, Виетнам, Мексико и Иран. От 2010 г. се обсъжда възможна фабрика в Словакия. Такива фабрики не са непременно собственост на или свързани с JAC. Нокдаун износът (изнасяне на несглобено превозно средство под формата на отделни части, което се сглобява в завършено превозно средство в съответната страна на внос и се продава там) е лесен начин за получаване на достъп до развиващите се пазари без допълнителни разходи за следпродажбено обслужване.
През 2009 г. JAC започва партньорство с дистрибутор в Бразилия, групата SHC. Към началото на 2011 г. има повече от 10 000 твърди поръчки от своя бразилски партньор. JAC също има планове за изграждане на производствена база в страната от 2009 г. Този план остава активен най-малко до 2011 г., когато заводът би трябвало да е разположен в щата Бахия и да е построен в сътрудничество с групата SHC, която трябва да осигури 80% от първоначалната инвестиция.
През 2016 г. JAC навлиза на пазара на Филипините чрез местен партньор, продавайки тежкотоварни камиони, а през 2018 г. – леки автомобили.
През 2017 г. JAC обявява съвместно предприятие в Мексико с Giant Motors (компания, собственост на магната Карлос Слим). Фабрика е построена в Ciudad Sahagún, в щата Идалго . С площ от 65 000 квадратни метра, има две производствени линии с капацитет от над 25 000 единици годишно. От началото на юни 2017 г. два модела, продаващи се на мексиканския пазар: SEI2 и SEI3, и двата SUV се произвеждат в Мексико в това съоръжение, компактният седан J4 е добавен към гамата през 2018 г.

## Външни връзки
- Официален уебсайт на JAC Motors в Китай
- Официален уебсайт JAC в Русия
- Официален уебсайт JAC в ОАЕ
- JAC в Австрия Архив на оригинала от 2021-04-14 в Wayback Machine.
- JAC в Швейцария